# Axel Ganz
Pour les articles homonymes, voir Ganz.
 (février 2025).
Si vous disposez d'ouvrages ou d'articles de référence ou si vous connaissez des sites web de qualité traitant du thème abordé ici, merci de compléter l'article en donnant les références utiles à sa vérifiabilité et en les liant à la section « Notes et références ».
Axel Ganz (né le 25 juillet 1937 à Auggen, dans le Bade-Wurtemberg) est un patron de presse allemand francophone, fondateur et dirigeant de 1978 à 2005 de l'éditeur français Prisma presse, filiale de l'allemand Gruner & Jahr (groupe Bertelsmann). Il est surnommé « le tigre de papier glacé ». 
Sa stratégie est de publier des magazines à petit prix et à tirage important. Il a aussi contribué à développer l'aspect visuel des magazines en privilégiant la maquette et la photographie, parfois aux dépens d'un texte très formaté. Son principe : « Faire un petit ou un grand magazine demande autant d'efforts, donc autant en faire un grand. » 

## Parcours
Alors qu'il est étudiant, Ganz effectue un stage photo. Ayant de nombreux clichés à vendre, il se dirige vers les rédactions et commence à écrire des reportages tout en suivant une formation de journaliste.
Dans les années 1960, il débute comme journaliste au quotidien allemand Badische Zeitung avant d'être nommé correspondant à Paris du magazine hebdomadaire Bunte. En 1970, il accepte de diriger des titres du groupe de presse allemand Bauer.
En 1979, il lance le premier magazine Gruner & Jahr en France, le mensuel Géo, adapté du magazine allemand du même nom. Il lance et rachète ensuite une vingtaine de titres différents : Capital, Voici, VSD, Ça m'intéresse, Télé deux semaines,…
En juin 2005, âgé de 68 ans, il quitte la présidence de Prisma Presse pour prendre sa retraite. Son bras droit, le Français Fabrice Boé, lui succède à la tête du groupe. En octobre 2006, il crée AG+J, sa propre maison d'édition, et lance le magazine féminin Jasmin, dont il détient 25 % du capital.
Il est également Vice-Président du Forum d'Avignon - Culture, économie, média, depuis 2008.